# حاج میرزا سید علی حائری
میرزا سید علی حائری یکی از پنج نفر علمائی بود که در چارچوب اصل دوم متم قانون اساسی در دوره دوم مجلس شورای ملی به نمایندگی برگزیده شدند تا بر مطابقت مصوبات مجلس با احکام شرع نظارت داشته باشند. بنابر قانون اساسی، ملا محمدکاظم آخوند خراسانی مرجع بزرگ شیعه در نجف بیست نفر از علما را به مجلس معرفی کرد تا پنج نفر از آنها را به اتفاق آرا یا به قید قرعه برگزینند. در بیستم امرداد ۱۲۸۹ رأی گیری به عمل آمد و پنج نفر انتخاب شدند اما اتفاق آرا حاصل نشد. میرزا سید علی حائری جزو این پنج نفر نبود. در نشست بعدی که دو روز بعد برگزار شد، تنها میرزا زین العابدین رأی همه ۶۸ نماینده حاضر را کسب کرد و چهار نفر دیگر به قید قرعه انتخاب شدند. میرزا سید علی حائری یکی از چهار نفری بود که نامش با قرعه بیرون آمد  اما او نوزده روز بعد تلگرافی به مجلس فرستاد و اعلام کرد به دلیل کسالت مزاج استعفا می کند. دو روز بعد مجلس به جای او محمد باقر همدانی را با قرعه کشی تعیین کرد. 
سید ابوالحسن حائری‌زاده که در زمان محمدرضا شاه نماینده مجلس و از فعالان معروف نهضت ملی شدن صنعت نفت بود، پسر میرزا سید علی حائری است.